# Ère Jōgen (Heian)
Ne pas confondre avec l'ère Jōgen de l'époque de Kamakura
L'ère Jōgen (貞元) est une des ères du Japon (年号, nengō, lit. « nom de l'année ») après l'ère Ten'en et avant l'ère Tengen. Cette ère couvre la période allant du mois de juillet 976 jusqu'au mois de novembre 978. L'empereur régnant est En'yu-tennō (円融天皇).

## Changement d'ère
- 3 février 976 Jōgen gannen (貞元元年?) : Le nom de la nouvelle ère est créé pour marquer un événement ou une série d'événements. L'ère précédente se termine là où commence la nouvelle, en Ten'en 4, le 13e jour du 7e mois de 976[3].

## Événements de l'ère Jōgen
- 11 juin 976 (Jōgen 1, 11e jour du 5e mois) : Le palais impérial est détruit par un grand incendie[4].
- 20 décembre 977 (Jōgen 2, 8e jour du 11e mois) : Fujiwara no Kanemichi meurt à l'âge de 51 ans[5].

| Jōgen     | 1re | 2e  | 3e  |
| Grégorien | 976 | 977 | 978 |